# Leoner Azuaje
Leoner Jesús Azuaje Urrea (c. 1983-Caracas, Venezuela, 20 de abril de 2023) fue un ingeniero venezolano. Desde mayo de 2022 hasta su muerte, Azuaje fue presidente de Cartones de Venezuela (Cartoven). El 14 de abril de 2023 fue detenido, acusado de corrupción, y falleció bajo custodia estatal seis días después. A pesar de que autoridades venezolanas declararon como causa de muerte oficial «suicidio», fuentes internas del Servicio Nacional de Medicina y Ciencias Forenses (Senamecf) reportaron que el cuerpo de Leoner presentaba signos de tortura.

## Carrera
Azuaje se graduó como ingeniero mecánico en la Universidad Central de Venezuela (UCV) y obtuvo una maestría en ingeniería gerencial en la Universidad Metropolitana (UNIMET), en Caracas. También se desempeñó como planificador, profesor universitario y experto en gerencia estratégica. En 2018 fue miembro de la junta administradora gubernamental que expropió Smurfit Kappa Cartón y otras empresas relacionadas. Desde al menos mediados de 2020, integró la junta administradora de Cartones de Venezuela (Cartoven), y en mayo de 2022 recibió la presidencia de Cartones de Venezuela  del abogado Hugo Cabezas, quien posteriormente también sería detenido. Durante su dirección, trabajadores de Cartoven pidieron que se investigara la gestión de la empresa.

## Detención y muerte
Su esposa ha informado que Leoner fue detenido el 14 de abril de 2023 por funcionarios de la Policía Nacional Anticorrupción, como parte de una operación en contra de la corrupción promovida por Tarek William Saab, fiscal general designado por la Asamblea Constituyente. Estuvo desaparecido por tres días mientras era buscado por su madre. El 19 de abril William Saab informó sobre la presentación de cuatro personas, incluyendo a Azuaje, quien fue acusado de irregularidades en Cartoven. Fue recluido en el Helicoide, sede del Servicio Bolivariano de Inteligencia (SEBIN) en Caracas. El 19 de abril fue presentado ante un tribunal improvisado en las oficinas del Helicoide.
Seis días después de su detención, el 20 de abril, William Saab anunció la muerte de Azuaje mientras permanecía bajo custodia del Estado. William Saab declaró la causa de muerte oficial como «suicidio», y al día siguiente afirmó que la autopsia había concluido que «el ciudadano muere por asfixia mecánica por constricción de cuello por ahorcamiento». Sin embargo, fuentes internas del Servicio Nacional de Medicina y Ciencias Forenses (Senamecf) reportaron que el cuerpo de Leoner presentaba signos de tortura, incluyendo «hematomas en la parte media y baja del abdomen», «escoriaciones en la región intercostal derecha y antebrazos», además de lesiones en la planta de los pies.
El exfiscal exiliado Zair Mundaray denunció que para la investigación de la muerte de Leoner, William Saab designó a los mismos fiscales que lo habían encarcelado. Mundaray también sostuvo que las lesiones del cuerpo no correspondían con la de una sábana, el método con el que Tarek William Saab afirmó que se había suicidado Leoner, afirmando instrumentos como un cable o una cuerda eran más consistentes. El abogado penalista Joel García declaró que los reclusos nunca se encuentran solos, y que al momento de la detención son despojados de cinturones, trenzas o cualquier objeto con los que puedan autolesionarse.
Organizaciones no gubernamentales pidieron una investigación objetiva e independiente de la muerte de Azuaje. La ONG Provea expresó que su muerte demostraba que en el país «persisten condiciones de reclusión que no garantizan la integridad y la vida de personas bajo custodia del Estado», y Gonzalo Himiob, vicepresidente de Foro Penal, expresó que «indispensable, en estos casos, una investigación objetiva». Familiares de Azuaje afirmaron que durante los seis días de su detención no supieron su paradero, que todo el proceso fue un error y que Leoner «no era un corrupto». También expresaron temor por su vida y pidieron protección.

## Vida personal
En su cuenta de la red social Twitter, Leoner se identificaba como «defensor de las ideas de Chávez y Bolívar», y acostumbraba a retuitear declaraciones de Nicolás Maduro. Al momento de su muerte, tenía dos hijas.